# Honda G
Honda G — серия наклонных рядных пятицилиндровых бензиновых двигателей внутреннего сгорания производства японской компании Honda. Двигатели имеют верхнюю конструкцию с 4 клапанами на цилиндр. Рабочий объём двигателей варьировался от 2,0 л (1996 см3) до 2,5 л (2451 см3). В 1989 году двигатели начали устанавливаться на Honda Vigor, Honda Rafaga, Honda Ascot и Honda Inspire, с 1995 по 1998 год двигатели устанавливались на Acura TL в Северной Америке, а на японском домашнем рынке двигатели устанавливались на Honda Saber до 1998 года.

## G20A
- Объём: 2,0 л (1996 см3)
- Диаметр цилиндра × ход поршня: 82 мм × 75,6 мм
- Степень сжатия: 9,7:1
- Мощность: 114—118 кВт (153—158 л. с.) при 6700 об/мин
- Крутящий момент: 186 Н⋅м при 4000 об/мин
- Красная зона: 6800 об/мин
- Отключение подачи топлива: 7100 об/мин

Двигатель применялся в моделях JDM Inspire/Vigor (CB5; 1989—1991), JDM Inspire/Vigor 20 (CC3; 1992—1994), JDM Ascot/Rafaga 2.0 (CE4; 1993—1997) и JDM Inspire/Saber 20 (UA1; 1995—1997).

## G25A
- Объём: 2,5 л (2451 см3)
- Диаметр цилиндра × ход поршня: 85 мм × 86,4 мм
- Степень сжатия: 10,0:1
- Мощность: 140 кВт (188 л. с.) при 6500 об/мин
- Крутящий момент: 237 Н⋅м при 3800 об/мин
- Красная зона: 6800 об/мин
- Отключение подачи топлива: 7100 об/мин

Двигатель применялся в моделях JDM Inspire/Vigor 25 (CC2; 1992—1994), Ascot/Rafaga 2.5S (CE5; 1993—1997) и JDM Inspire/Saber 25 (UA2; 1995—1997).

### G25A1
- Степень сжатия: 9,0:1

Двигатель применялся в моделях USDM и CDM Acura Vigor (CC2; 1992—1994).

### G25A4
- Степень сжатия: 9,6:1
- Мощность: 131 кВт (176 л. с.)

Двигатель применялся в моделях USDM и CDM Acura 2.5TL (UA2; 1995—1998).

## Галерея

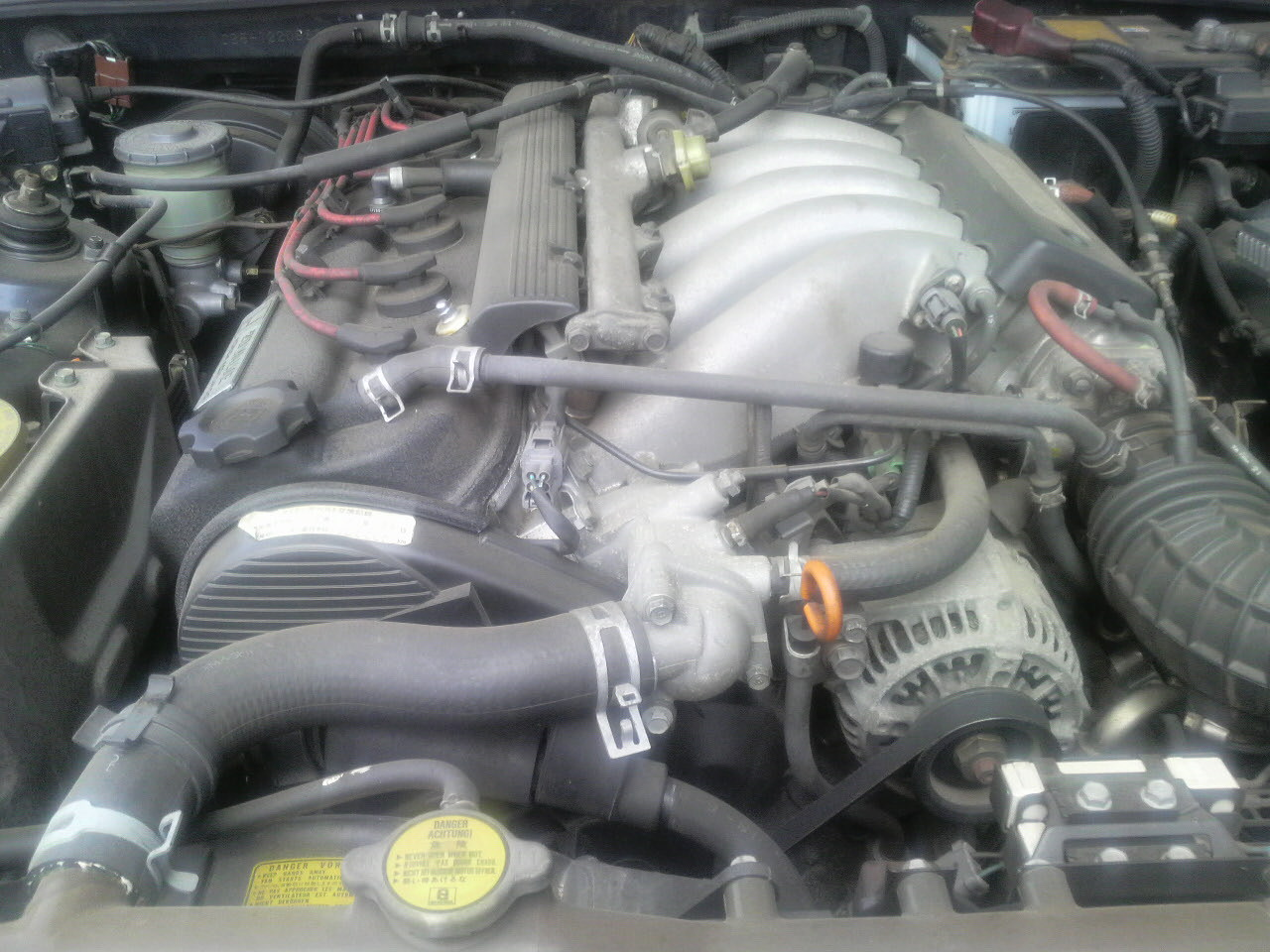
Вид спереди
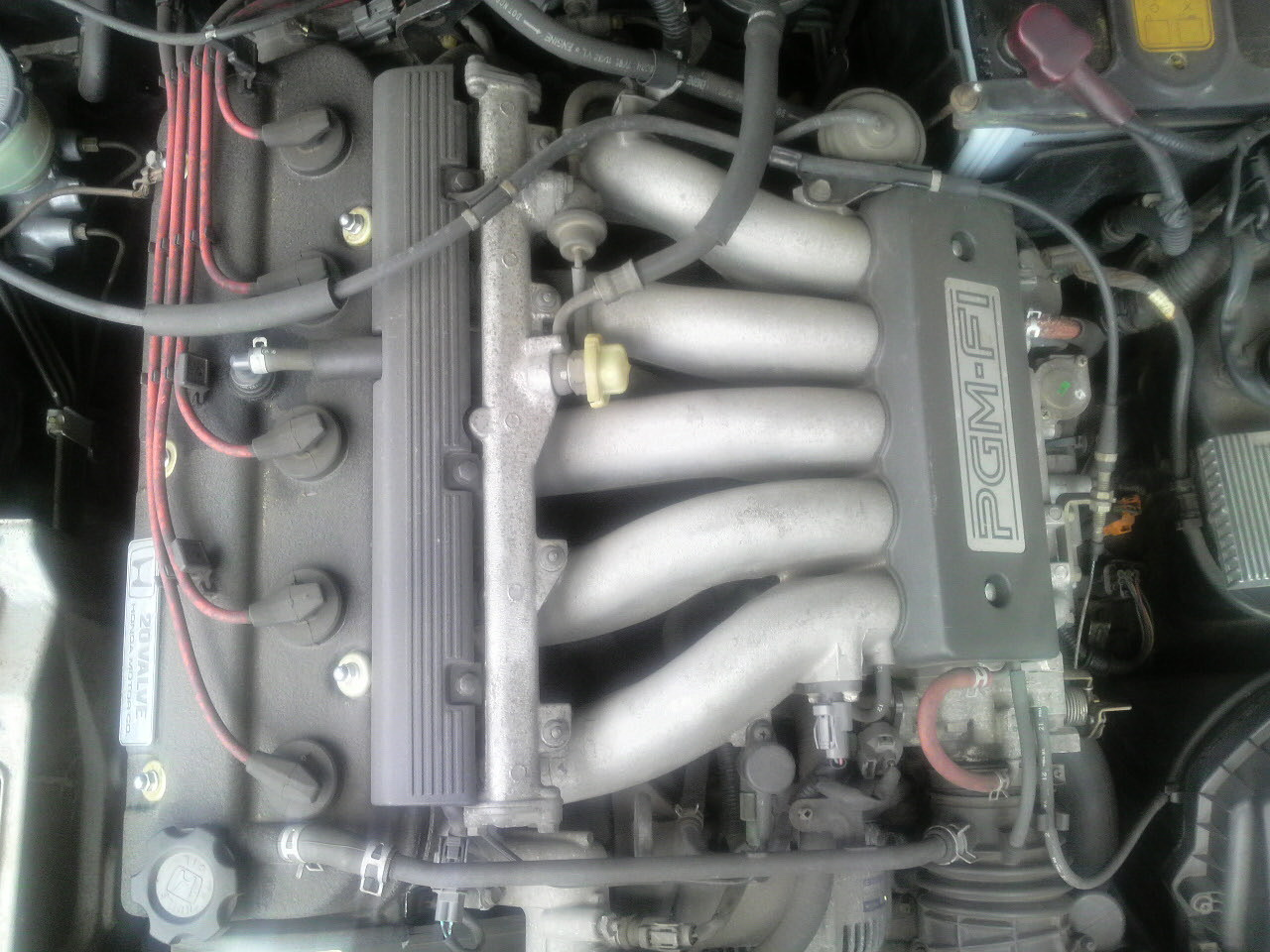
Вид сверху
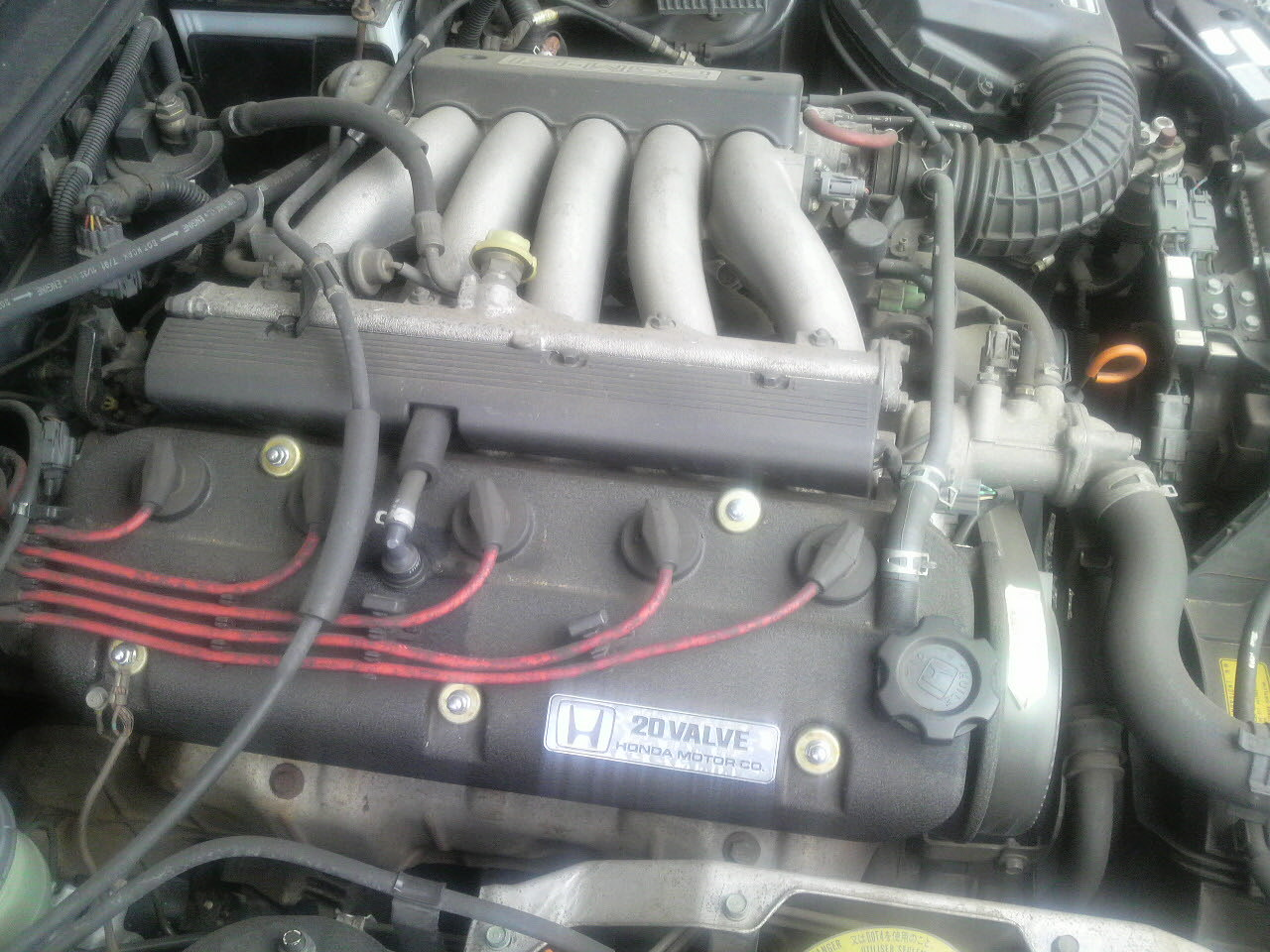
Вид слева
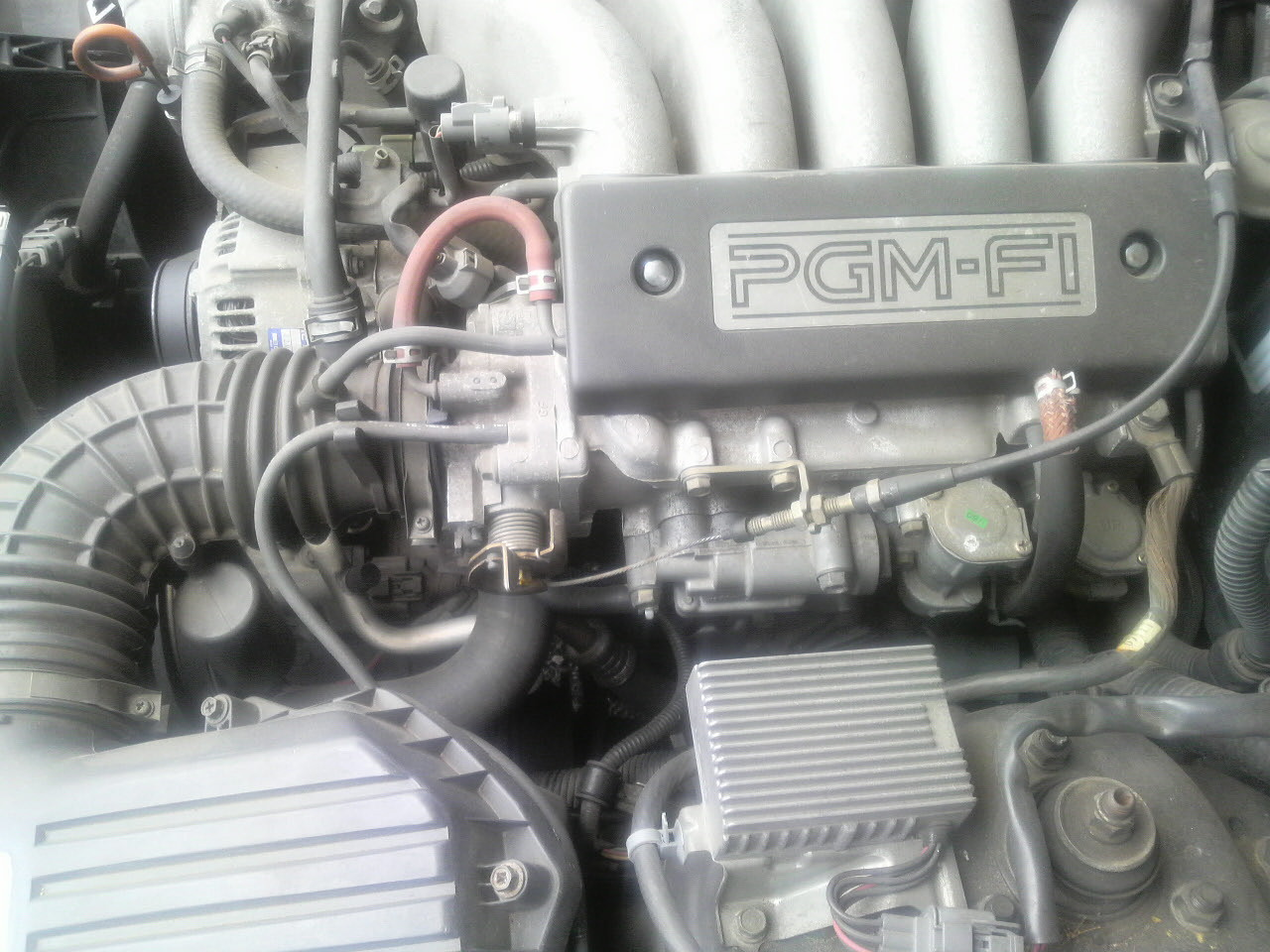
Вид справа